# Heinrich Schnee
Heinrich Schnee (Neuhaldensleben, 1871. február 4. – Berlin, 1949. június 23.) német politikus és jogász. 1912 és 1919 között ő volt Német Kelet-Afrika utolsó kormányzója. 1933 és 1945 között az NSDAP színeiben volt parlamenti képviselő. 1949-ben autóbalesetben hunyt el.